# Щоголєв Роман Вікторович
Щоголєв Роман Вікторович (20 квітня 1973) — російський плавець.
Призер Чемпіонату світу з водних видів спорту 1994 року.
Чемпіон Європи з водних видів спорту 1995 року.